# Guy IX de Laval
Pour les articles homonymes, voir Guy de Laval.
Guy IX de Montmorency-Laval, branche cadette des Montmorency, dit le Borgne ou le croixdé (vers 1270 - 22 janvier 1333, manoir de Landavran près de Vitré), seigneur de Laval, et d'Acquigny, vicomte de Rennes, comte de Caserte dans la Terre de Labour (près de Naples) et baron de Vitré.

## Famille

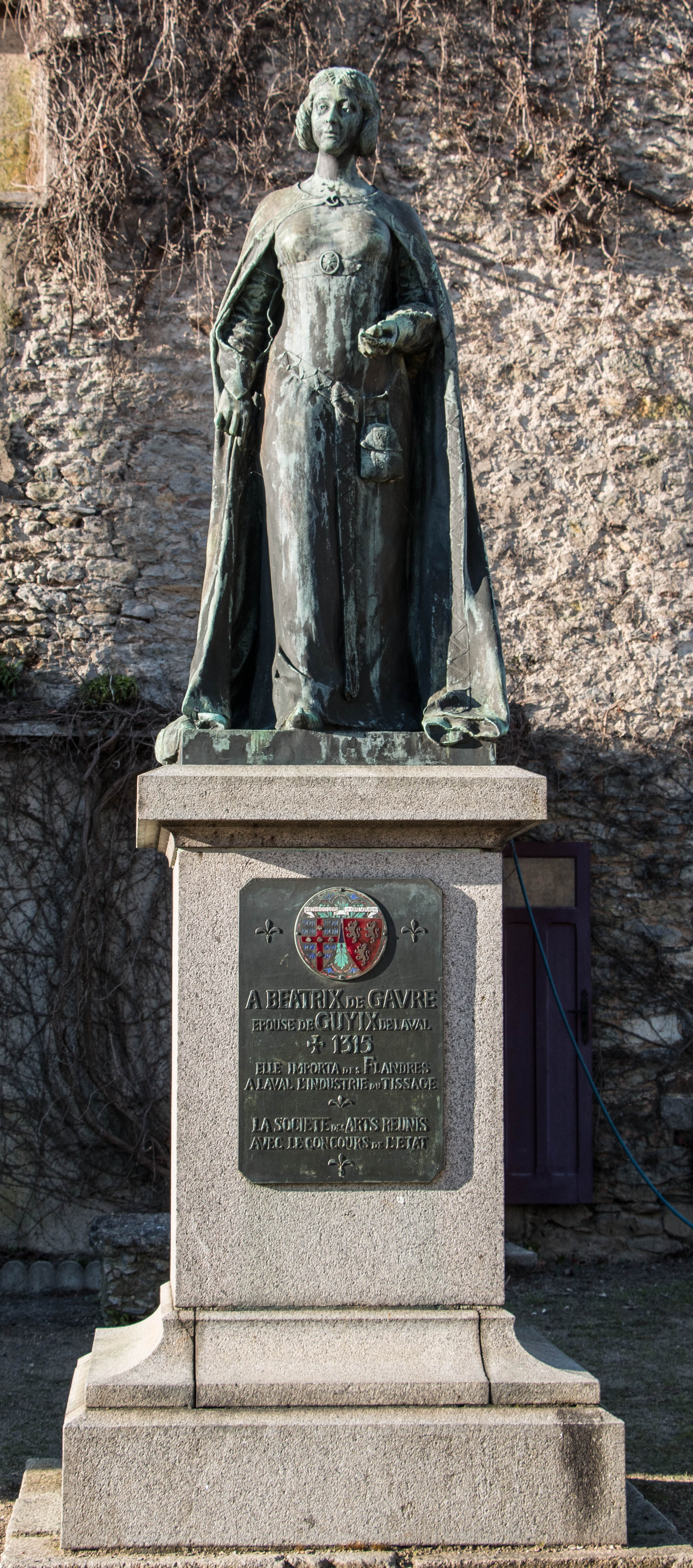
Statue de Béatrix de Gâvre dans la cour du vieux château de Laval.

Fils de Guy VIII de Laval et de Isabelle de Beaumont-Gâtinais.
Marié en 1297 avec Béatrix de Gavre, comtesse de Falkemberg, fille unique de Rasès de Gavre, seigneur de Gavre, d'Orcheghem, et de Morhem en Flandre il a les enfants suivants :
- Guy X de Laval qui épouse le 2 mars 1315 Béatrix de Bretagne, fille du duc Arthur II de Bretagne ;
- Rasès de Laval, seigneur de Morhem en Flandre, mort après 1348, sans postérité connue[3] ;
- Foulques de Laval, qui a fondé la branche des seigneurs de Challouyau en Bourgogne, et de Retz ;
- Pierre de Laval, mort en 1357 ;
- Jean de Laval, chevalier, seigneur de Passy-sur-Marne, qui épousa Jeanne de Chemillé, morte sans enfants, et Aliénor Le Bigot de la Bérardière[4] ;
- Isabeau († 1322), mariée à Péan ou Jean († 18 juin 1347 - Bataille de La Roche-Derrien), baron de La Roche-Bernard, seigneur de Lohéac ;
- Catherine de Laval, dame d'Avrilly (Avrillé, à Beaufort : cf. Revue historique de l'Ouest, 1890, par l'abbé Allard : Prigny et les Moutiers : les Chabot, p. 337), femme de Gérard IV Chabot de Retz, seigneur de Retz (cf. Chabot) ;
- Jeanne de Laval, abbesse de Saint-Georges de Rennes.

Il est curieux de faire remarquer dès maintenant que les domaines flamands de la maison de Laval, entrés dans le patrimoine des chefs de la famille en exécution de la coutume qui proscrivait le droit de représentation, en sortirent dans les mêmes conditions en 1501. Lors du décès de Guy XV de Laval, qui ne laissait pas de postérité, Laval et Vitré échurent en partage au neveu du défunt, Guy XVI de Laval, dont le père était décédé dès 1486, quant aux terres de Flandre elles passèrent à celui des frères de Guy XV qui vivait encore François de Laval, seigneur de Chateaubriand, dont le fils. Jean, devait en 1518, les aliéner pour dix-huit cent mille livres, au profit de la maison d'Archot.

## Histoire

### Succession
Pour l'Art de vérifier les dates, il succéda en 1298, à son père, dans la seigneurie de Laval. Il fit, la même année, avec Jeanne de Brienne, sa belle-mère et seconde épouse de son père, un accord pour ses reprises et son douaire, qui fut confirmé l'année suivante par le roi Philippe IV de France par lettres-patentes.
Guy, après s'être accommodé avec sa belle-mère Jeanne de Brienne, assista au mariage en 1297 entre Jean III de Bretagne, fils aîné du duc Arthur II de Bretagne, et Isabelle, fille de Charles, comte de Valois.
Guy participe au conflit occasionné par la rupture d'hommage de vassal du comte de Flandre, Gui de Dampierre au roi de France Philippe IV en 1297, qui mobilisa 60 000 hommes pour envahir la Flandre. C'est au cours de cette guerre que Guy fait alliance avec Béatrix de Gavre, riche héritière et suzeraine. Elle rejoint ce dernier en 1299, après le dépôt des armes entre Dampierre et Philippe IV de France.

### Opposition au comte d'Anjou et du Maine
Charles de Valois, comte d'Anjou et du Maine, ayant établi, en 1301 un droit d'aide pour le mariage de sa fille aînée mariée en février 1298 à Jean III, duc de Bretagne. Guy IX de Laval fut du nombre des barons qui s'opposèrent à cette imposition. Mais les sires de Craon et de Mayenne s'étant désistés, peu de temps après, de leur opposition, la confédération fut dissoute, et bientôt il ne resta plus d'opposant que Guy IX de Laval. Il se trouva mal de son obstination. Nous avons un premier arrêt rendu contre lui au parlement de Pontoise en 1302. Ce jugement provisoire fut suivi d'un arrêt définitif rendu au parlement tenu à Paris, qui le confirma, et contraignit enfin Guy IX de Laval à se soumettre.

### Guerre de Flandres
La guerre reprend en Flandres. À la suite de la Bataille de Courtrai en 1302, le roi de France convoque tous les nobles du pays pour lever une armée : héritier de la valeur de ses ancêtres, Guy IX s'y rend bien accompagné. La saison avancée fait reculer le roi, mais une partie de l'armée reste à la frontière, dont Guy IX qui possède en Flandre des intérêts privés. Cette troupe participe à la Bataille d'Arques en 1303. Au retour du roi, Guy IX se distingue surtout à la Bataille de Mons-en-Pévèle, gagnée par les Français, le 18 août 1304, sur les Flamands. Il reparait alors avec honneur dans tous les conflits avec les Flamands jusqu'à la fin définitive en 1320. C'est à cette époque que Guy IX récupère les biens de son épouse Béatrix de Gâvre.

### Seigneuries
Guy IX avait transigé en 1306 avec le prieuré d'Acquigny pour la dîme du bois des Faux qu'il promit de remplacer par une rente annuelle de sept livres tournois.
Une charte perdue datée du vendredi après la décollation de saint Jean le (30 août) en 1308 est interprétée de deux manières différentes par les historiens :
- pour l'auteur de L'Art de vérifier les dates[16], Guy IX de Laval aurait maltraité les habitants de Vitré. Il se serait pris une réprimande d'Arthur II de Bretagne, par lesquelles ce dernier enjoint à noble homme et féal le sire de Laval et de Vitré de ne préjudicier aux droits, honneurs et, franchises de la baronnie et de ses sujets de Vitré[17] ;
- pour Charles Maucourt de Bourjolly, Arthur II de Bretagne faisant l'assiette des fouages de la province aurait assuré à Guy IX qu'il ne voulait nullement préjudicier aux droits honorifiques et franchises de la baronnie de Vitré.

À la même époque, Arthur II met également définitivement un terme au long conflit initié par son grand-père avec l'église. Il est possible pour Couanier de Launay que la charte perdue soit liée à une réponse du duc de Bretagne pour rassurer Guy IX sur le maintien de ses droits. Le témoignage de Pierre Le Baud va dans le même sens : il indique dans une chronique que Toutefois il fut homme de très-grand vertu et prudence, et entendant à garder soigneusement les droits et libertez de ses terres et seigneuries, et à entretenir ses subjects en paix et en justice.

### Influence en Bretagne
Le 2 mars 1315, son fils aîné Guy X de Laval épouse Béatrix de Bretagne, fille du duc Arthur II de Bretagne. Ils ont en mariage la seigneurie d'Hédé et 2 000 livres de rentes sur les revenus du Comté de Champagne. Béatrix de Gâvre décède peu après le mariage de son fils.
Guy IX reprend les armes en 1324 contre les Anglais en Guyenne à la suite de Charles de Valois et de Mathieu de Brie, où il assiste à la reddition de La Réole. En 1328, il assiste au sacre de Philippe VI de France. Guy IX âgé, c'est son fils aîné qui participe à la campagne de Philippe VI en Flandres en 1328.
L'influence de Guy IX de Laval à la cour du duc de Bretagne fait pourvoir Guillaume Ouvrouin de l'évêché de Rennes, le 18 mai 1328.
Pierre Le Baud indique dans une chronique qu'à sa mort il disoit en trespassant (car aultre oraison ne sçavoit) : Beau Sire Dieu en qui je croy..
Il est inhumé à l'abbaye de Clermont.